# Kecamatan Cirebon Utara
Kecamatan Cirebon Utara är ett distrikt i Indonesien.   Det ligger i provinsen Jawa Barat, i den västra delen av landet, 190 km öster om huvudstaden Jakarta.